# Kawki (województwo kujawsko-pomorskie)
Kawki – wieś w Polsce położona w województwie kujawsko-pomorskim, w powiecie brodnickim, w gminie Bobrowo.

## Podział administracyjny
W latach 1975–1998 miejscowość administracyjnie należała do województwa toruńskiego.

## Demografia
Według Narodowego Spisu Powszechnego (III 2011 r.) liczyły 400 mieszkańców. Są piątą co do wielkości miejscowością gminy Bobrowo.

## Historia i zabytki
Wieś wzmiankowana w 1303 r.
Według rejestru zabytków NID na listę zabytków wpisane są:
- kościół ewangelicki, obecnie rzymskokatolicki filialny pw. św. Antoniego Padewskiego, 1866-67, nr rej.: A/1565/1-2 z 28.06.2010
- dawny cmentarz przy kościele, część południowa, XIX, nr rej.: j.w.

Wewnątrz neogotyckiego kościoła znajduje się obraz barokowy z XVII w.
Ponadto we wsi znajduje się dwór neogotycki z 2. połowy XIX w., wokół park o powierzchni około 1 ha.